# Jean-Pierre Melville
Jean-Pierre Melville, rodným jménem Jean-Pierre Grumbach (* 20. října 1917 Paříž – 2. srpna 1973 Paříž) byl francouzský filmový režisér a herec.

## Život a kariéra
Narodil se v roce 1917 v Paříži jako potomek rodiny alsaských Židů. Po nastolení režimu vichistické Francie v roce 1940 vstoupil do národního hnutí odporu Résistance a přijal jméno „Melville“, podle svého oblíbeného autora Hermana Melvilla. Během války bojoval v operaci Dragoon a po válce si ponechal své umělecké příjmení a nadále jej používal.
Po skončení války si požádal o licenci jako pomocný režisér, jeho žádost ale byla zamítnuta. Rozhodl se proto natáčet filmy ze svých vlastních prostředků a stal se nezávislým filmařem. Své filmy dokonce vyráběl ve svém vlastním filmovém studiu. Brzy se stal se známým tvůrcem, hlavně díky svým tragickým a minimalistickým kriminálním dramatům ve stylu film noir, jako například Práskač (1962), Samuraj (1967) nebo Osudový kruh (1970). Při tvorbě těchto filmeů byl ovlivněn americkou kinematografií, zejména gangsterskými filmy třicátých a čtyřicátých let 20. století. Používal v nich například podobné zbraně, nepromokavé pláště nebo klobouky typu „fedora“.
Jeho nezávislý, až reportážní styl filmové tvorby (byl například jedním z prvních režisérů, kteří ve svých filmech používali skutečné lokace) měl vliv na hnutí francouzské nové vlny. Rovněž Jean-Luc Godard jej obsadil do malé role ve svém klíčovém filmu U konce s dechem (1960). Když měl Godard potíže se zpracováním filmu, Melville mu poradil, aby se omezil pouze na nejlepší části záběru. Ten ho uposlechl a toto řešení jej pak inspirovalo k použití inovativní techniky skokového střihu, která přispěla k jeho filmařské proslulosti.
V roce 1963 byl členem poroty na třináctém Berlínském filmovém festivalu. Na konci šedesátých let vytvořil drama Armáda stínů (1969) z období okupace Francie nacistickým Německem, ve kterém realistickým způsobem vykreslil fungování francouzského hnutí odporu Résistance, jehož se sám účastnil. Film je dodnes kriticky ceněný a je patrně jeho umělecky nejhodnotnějším snímkem.
Zemřel v roce 1973 v Paříži na infarkt myokardu ve věku 55 let.

## Filmografie

### Režijní filmografie (úplná)
Celovečerní filmy
- 1949 : Mlčení moře (Le Silence de la Mer)
- 1950 : Hrozné děti (Les Enfants terribles)
- 1953 : Quand tu liras cette lettre (Quand tu liras cette lettre)
- 1956 : Bob hazardér (Bob le flambeur)
- 1959 : Deux hommes dans Manhattan (Deux hommes dans Manhattan)
- 1961 : Kněz Léon Morin (Léon Morin, prętre)
- 1962 : Práskač (Le Doulos)
- 1963 : Nejstarší Fercheaux (L'Aîné des Ferchaux)
- 1966 : Druhý dech (Le Deuxieme souffle)
- 1967 : Samuraj (Le Samouraï)
- 1969 : Armáda stínů (L'Armée des ombres)
- 1970 : Osudový kruh (Le Cercle rouge)
- 1972 : Policajt (Un flic)

Krátkometrážní filmy
- 1947 : Vingt-quatre heures de la vie d'un clown (Vingt-quatre heures de la vie d'un clown)

### Scenáristická filmografie (úplná)
- 1945 : Vingt-quatre heures de la vie d'un clown (Vingt-quatre heures de la vie d'un clown), vlastní režie
- 1956 : Bob hazardér (Bob le flambeur), vlastní režie
- 1959 : Deux hommes dans Manhattan (Deux hommes dans Manhattan), vlastní režie
- 1961 : Kněz Léon Morin (Léon Morin, prętre), vlastní režie
- 1963 : Nejstarší Fercheaux (L'Aîné des Ferchaux), vlastní režie
- 1967 : Samuraj (Le Samouraï), vlastní režie
- 1969 : Armáda stínů (L'Armée des ombres), vlastní režie
- 1970 : Osudový kruh (Le Cercle rouge), vlastní režie
- 1972 : Policajt (Un flic), vlastní režie

### Herecká filmografie (úplná)
- 1950 : Orfeus (Orpheus), režie Jean Cocteau
- 1957 : Un Amour de poche (Un Amour de poche), režie Pierre Kast
- 1959 : Deux hommes dans Manhattan (Deux hommes dans Manhattan), vlastní režie
- 1960 : U konce s dechem (A Bout de souffle), režie Jean-Luc Godard
- 1963 : Landru (Landru), režie Claude Chabrol